# برنامه خبری
یک برنامهٔ خبری (انگلیسی: News program) یا شوی خبری (به انگلیسی: News show) یک برنامه رادیویی یا برنامه تلویزیونی زمان‌بندی‌شده است که در آن، وقایع جاری توسط روزنامه‌نگاران گزارش می‌شود. خبرها معمولاً به‌صورت یک مجموعه از داستان‌های کوتاه توسط یک یا چند گوینده اخبار ارائه می‌شوند. یک برنامه خبری می‌تواند شامل مصاحبه‌های زنده یا پیش‌تر ضبط‌شده توسط روزنامه‌نگاران، متخصصین یک موضوع، نتایج یک نظرسنجی و گاهی‌اوقات محتویات یک سرمقاله باشد.
در برنامه‌های خبری ابتدای قرن ۲۱ (به‌ویژه در شبکه‌های تجاری) کم‌تر به خبرهای سخت پرداخته می‌شود. برنامه‌های این دوره برخلاف اخبار سی سال پیش، بیشتر خبرهای خوب یا خنده‌دار را به‌عنوان آیتم آخر قرار می‌دهند.